# Jan Jerzy Plersch

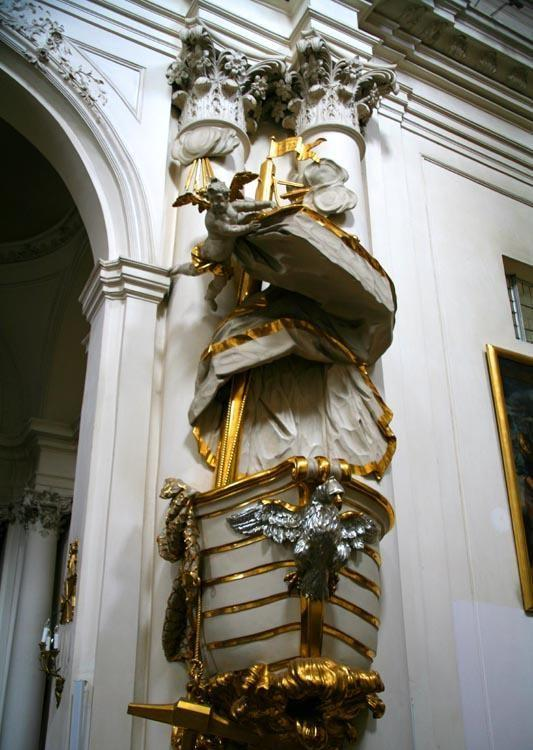
Ambona w kościele SS. Wizytek w Warszawie

Jan Jerzy Plersch (ur. 1704 lub 1705, zm. 1 stycznia 1774 w Warszawie) – działający w Polsce rzeźbiarz niemieckiego pochodzenia, jeden z najwybitniejszych rzeźbiarzy warszawskich. 
Stylistyka jego rzeźb nawiązuje w pewnym stopniu do tzw. szkoły lwowskiej w rzeźbie oraz praskiej. Początki jego działalności w Warszawie przypadają na lata 20. XVIII wieku. Portalowy nagrobek symboliczny wojewody Jana Tarły wykonany dla kościoła o.o. pijarów obecnie w kościele Matki Bożej Łaskawej o.o. jezuitów w Warszawie (zniszczony w czasie II wojny światowej, scalony i zrekonstruowany w 2010) jest porównywalny do najlepszych osiągnięć rzeźby europejskiej XVIII wieku i to zarówno pod względem treści, jak i wykonania.
Inne ważne dzieła to grupa Zaślubin Marii w kościele Karmelitów w Warszawie, a także ambona i rzeźby z górnej kondygnacji fasady kościoła Wizytek w Warszawie, odnowione w roku 2009: Elżbiety i Maryi ze sceny Nawiedzenia oraz świętych Józefa, Joachima, Anny i Zachariasza. 
W 1729 na zlecenie Zofii Denhoffowej z Sieniawskich wykonał posąg św. Jana Nepomucena w Warszawie. Wykonywał też sztukaterie w kościele św. Krzyża w Wołczynie.
Jego żoną była Marianna Magdalena z Fontanów, córka Józefa (II) Fontany. Jego syn Jan Bogumił Plersch był portrecistą i dekoratorem wnętrz na dworze Stanisława Augusta Poniatowskiego. Synem Jana Jerzego Plerscha był kanonik wolborski Teodor Plersch.

## Rzeźby w Ogrodzie Saskim

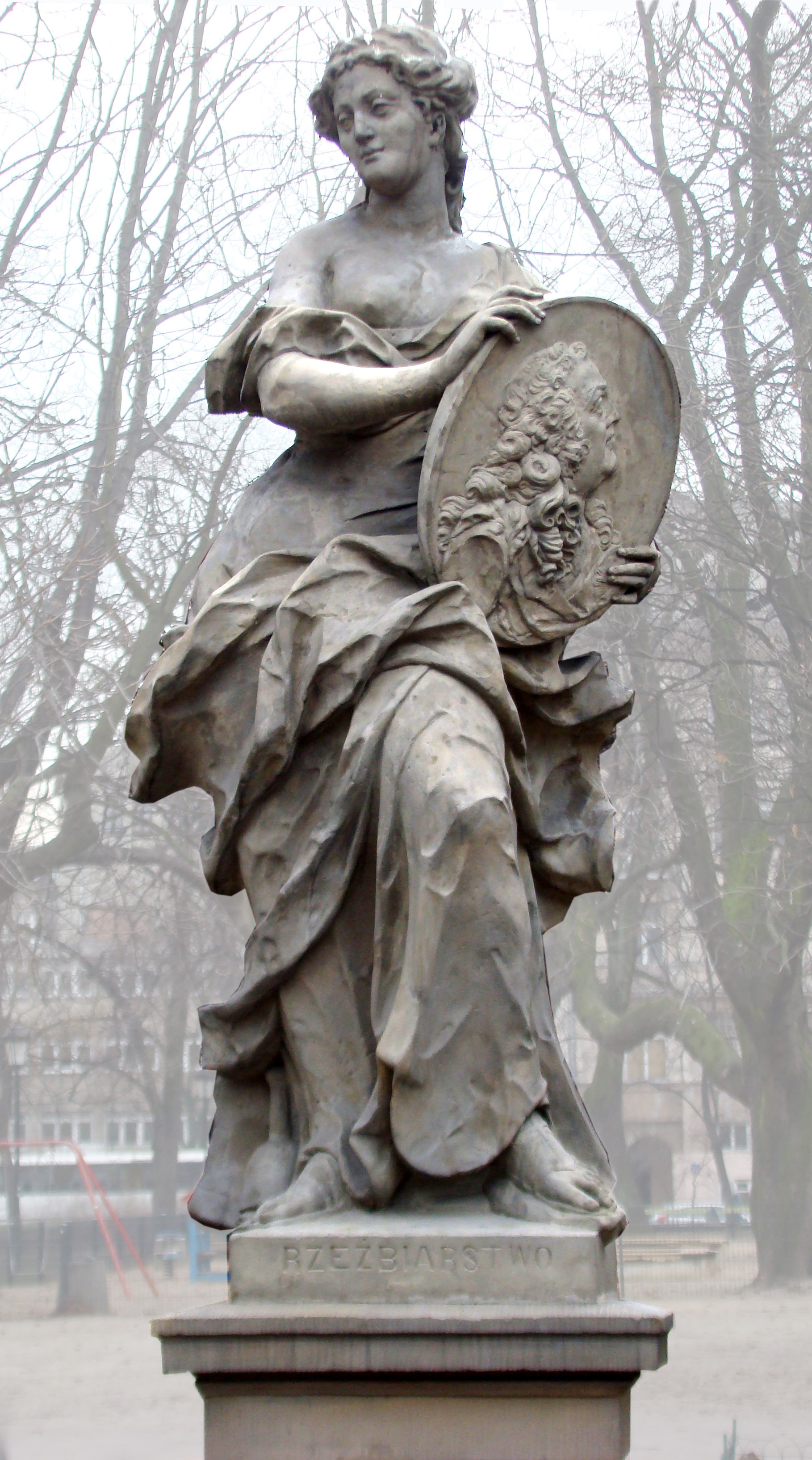
Rzeźbiarstwo
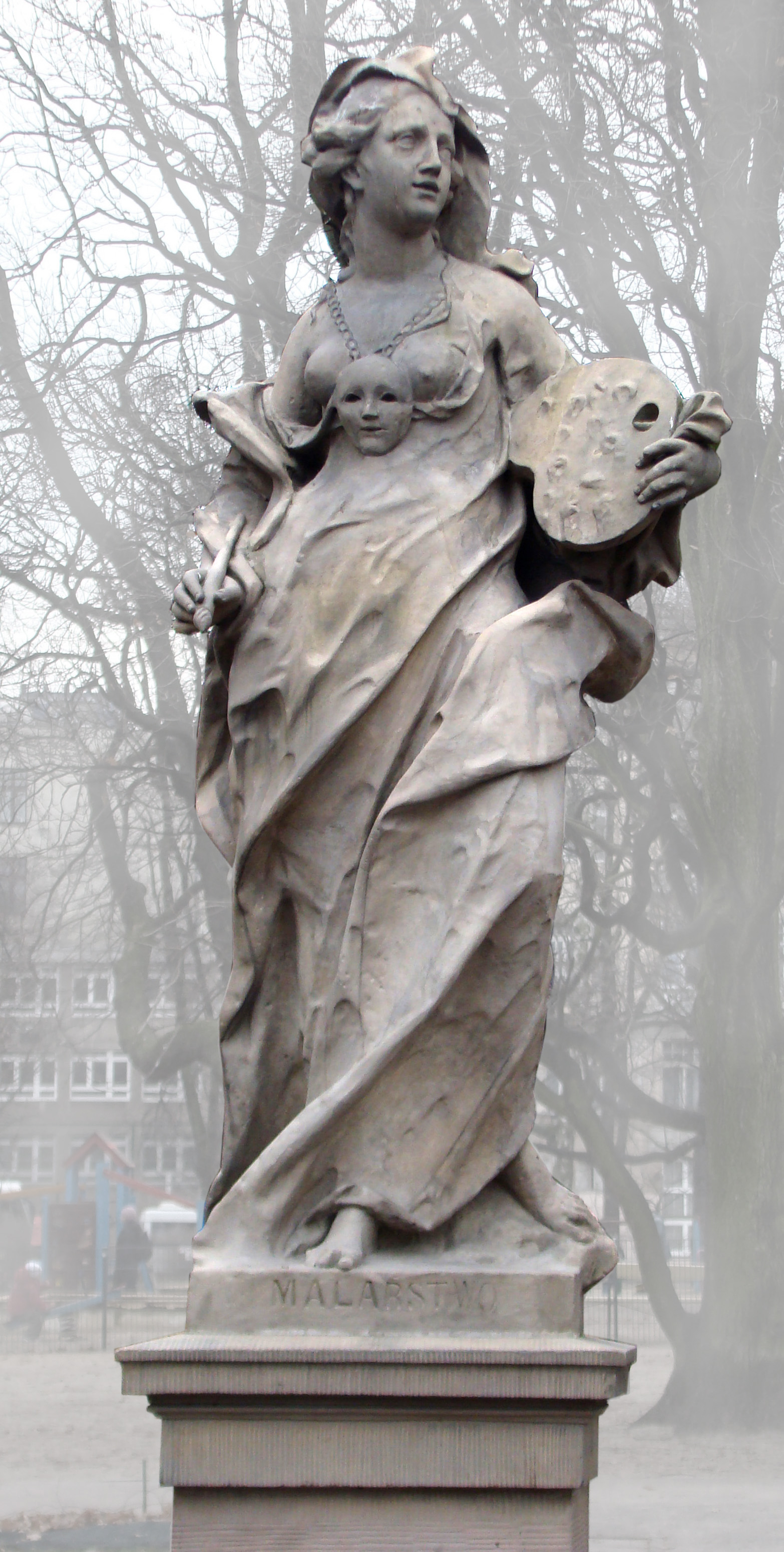
Malarstwo
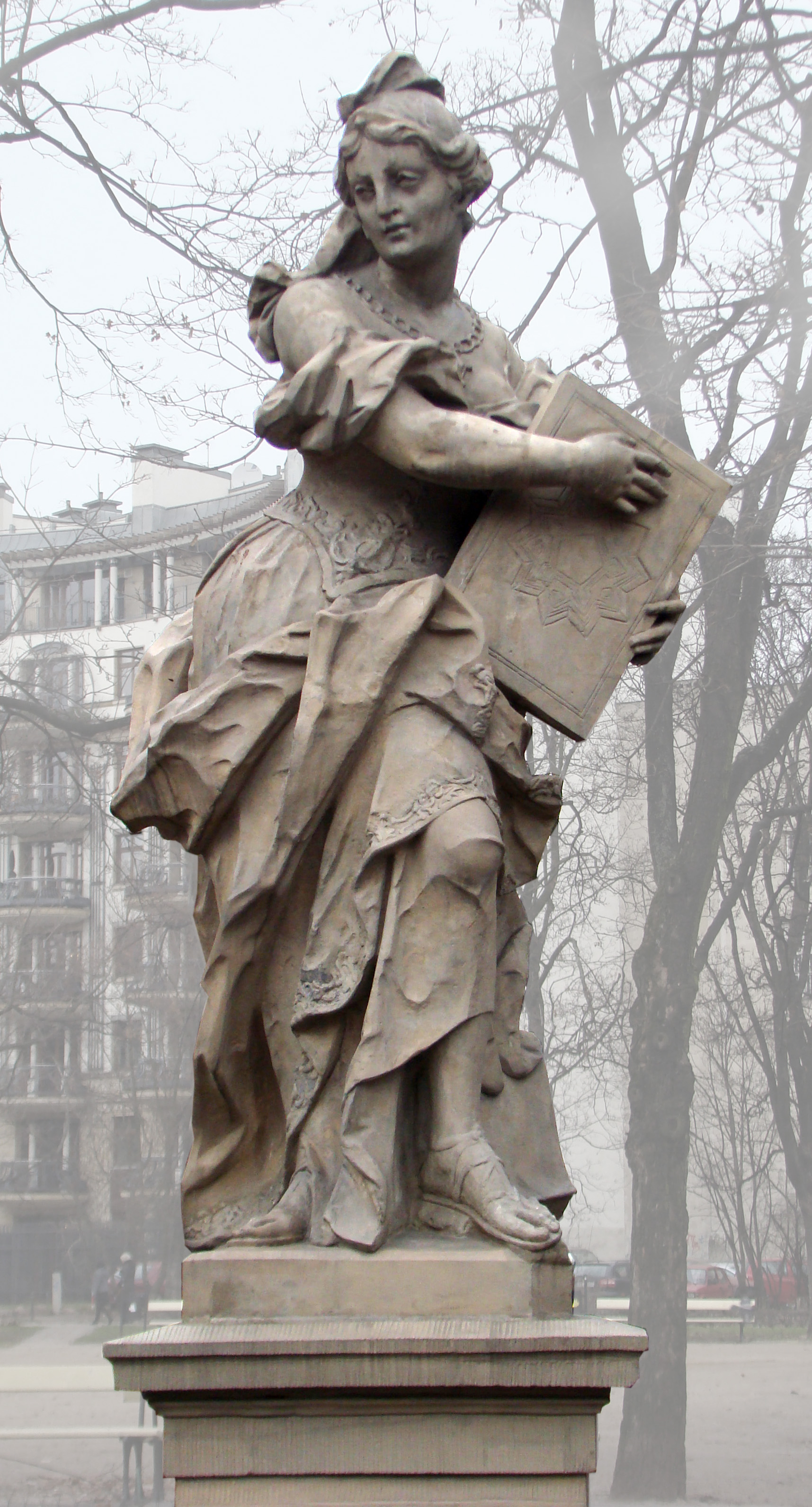
Architektura wojskowa
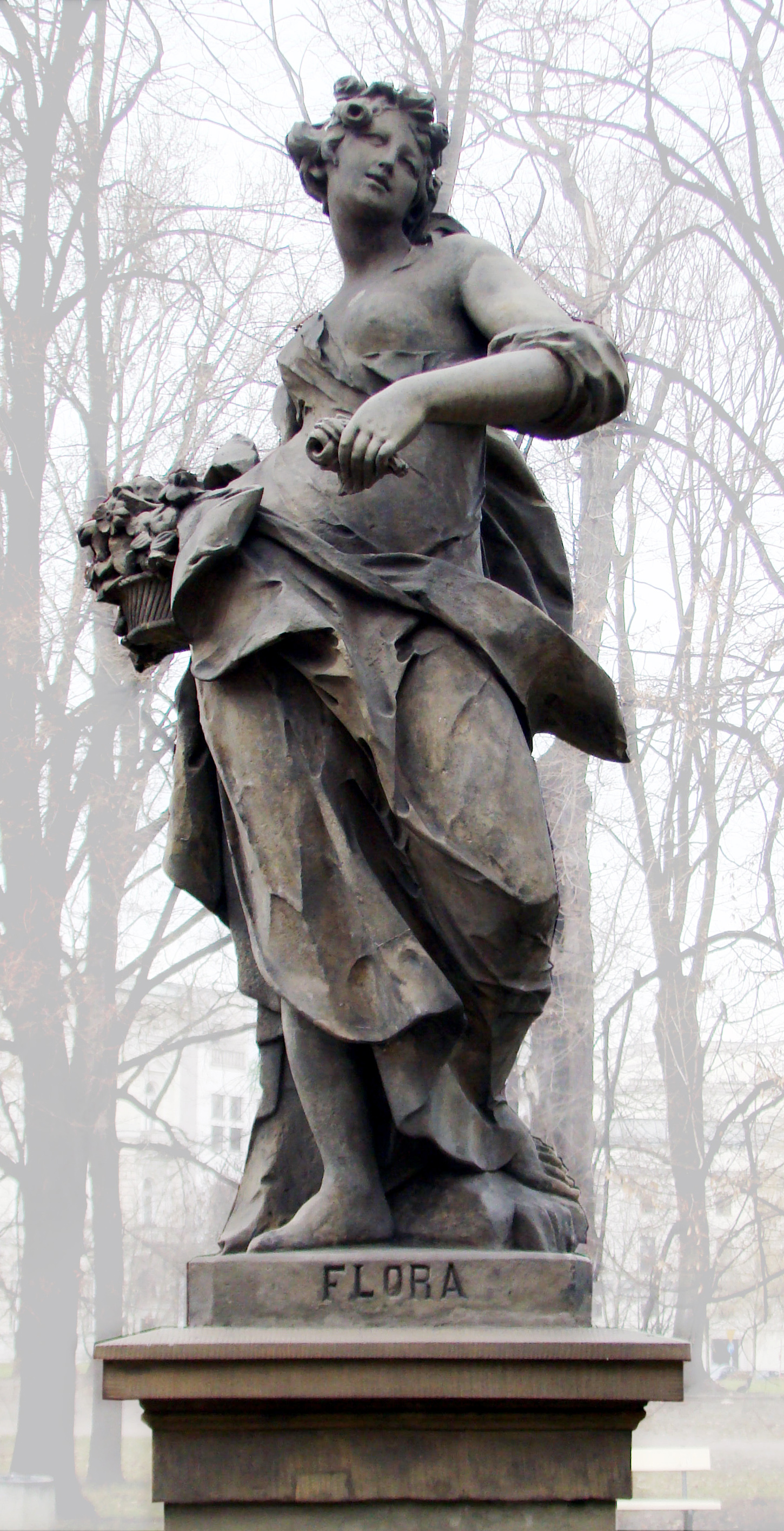
Flora